# Cédric Mafuta
Cédric Lionel Mafuta (Ginevra, 10 novembre 1984) è un ex cestista svizzero.

## Palmarès
- Coppa di Lega svizzera: 1

Monthey: 2016